# ハン・イェスル
ハン・イェスル（1981年9月18日 - ）は 韓国の女優。2001年、大韓民国スーパーモデル選抜大会ジュリエット賞を受賞しながらデビューした。本名はキム・イェスリ。アメリカ国籍であったが現在は韓国国籍である。自宅はカリフォルニア州にある。ノンストップ 4、九尾狐外伝、ファンタスティック・カップル などに出演し、2006年MBC演技大賞女優秀賞、人気賞、ベストカップル賞を受賞した。カリフォルニア州セリトスカレッジコンピューターグラフィック科卒業。

## 出演作

### 映画
- 用意周到ミス・シン（2007年 ミス・シン役）
- ちりも積もればロマンス（2011年 ク・ホンシル役）

### テレビドラマ
- ノンストップ4（2003年、MBC）
- 九尾狐外伝（2004年、KBS） -  チェイ役
- その夏の台風（2005年、SBS） - ハン・ウンビ役
- ファンタスティック・カップル（2006年、MBC） - ナ・サンシル/チョ・アンナ役
- いかさま師 タチャ（2008年、SBS） - イ・ナンスク役
- クリスマスに雪は降るの?（2009年～2010年、SBS） - ハン・ジワン役
- ラブ・ミッション-スーパースターと結婚せよ!-（2011年、KBS） - ハン・ミョンウォル役
- 美女の誕生（2014年、SBS） - サラ役
- カフェ・アントワーヌの秘密（2015-2016年、JTBC） - コ・ヘリム役
- 二度目のファースト・ラブ（2017年、MBC） - サ・ジンジン役
- ビッグイシュー（2019年、SBS） - チ・スヒョン役

### テレビ番組司会
- MBC セクション TV 芸能通信
- SBS 生放送人気歌謡

### ミュージックビデオ
- RAIN（ピ）の曲『BACK TO THE BASIC』で共演。（2010）

### CF
- ピザハット
- モトローラ
- OBビール
- ナドリ化粧品
- 真実焼酒
- LG投資証券
- spam
- 三星ケノックス
- ヘルシオルリで

## 受賞歴
- 2006年 MBC演技大賞 優秀女優賞/ベストカップル賞/人気賞 (「ファンタスティック・カップル」)
- 2008年 SBS演技大賞 特別企画演技賞/10大スター賞 (「いかさま師～タチャ」)
- 2008年 第45回大鐘賞 新人女優賞/人気賞
- 2008年 第29回青龍映画賞 新人女優賞
- 2008年 第44回百想芸術大賞 新人女優演技賞 (「用意周到」)

## その他
- 2010 第4回Asian Film Awards（MC）
- 2010 化粧品ブランド『VOV（ボブ）』のモデル